# Cyperus rotundus
Cyperus rotundus – вид рослин родини осокові (Cyperáceae). лат. rotundus — «круглий».

## Опис
Багаторічна рослина. Кореневища 1-3 мм в діаметрі. Коренева система молодої рослини спочатку утворює біле, м'ясисте кореневище. Інші кореневища ростуть горизонтально або вниз, і утворюють темно-червонувато-коричневі бульби або ланцюжки бульб. Стебла 10-40 (-60) см, поодинокі. Листи (15) 20-28 (31) × 0.2-0.5 см, плоскі, ростуть від основи рослини. Квіткові стебла мають трикутний перетин. Колоски 7.5-30 (-48) х 1.5-3.6 мм, від лінійних до довгастих, з 8-40 квітами. Сім'янки 1.2-1.5 х 0,6-1 мм, оберненояйцевидні, від темно-червоного до чорного кольору.

## Поширення
Африка: Острів Святої Єлени; Алжир; Єгипет; Лівія; Марокко; Туніс; Західна Сахара; Чад; Джибуті; Еритрея; Ефіопія; Сомалі; Судан; Ємен — Сокотра; Кенія; Танзанія; Уганда; Бурунді; Екваторіальна Гвінея; Габон; Руанда; Заїр; Бенін; Буркіна-Фасо; Кот-д'Івуар; Гана; Гвінея; Малі; Мавританія; Нігер Нігерія; Сенегал; Сьєрра-Леоне; Йти; Ангола; Малаві; Мозамбік; Замбія; Зімбабве; Ботсвана; Намібія; Південна Африка; Свазіленд; Коморські острови; Мадагаскар; Маврикій; Возз'єднання; Сейшельські острови; Кабо-Верде. Азія: Саудівська Аравія; Ємен; Афганістан; Кіпр; Єгипет — Синай; Іран; Ірак; Ізраїль; Ліван; Сирія; Туреччина; Казахстан; Киргизстан; Туркменістан; Узбекистан; Китай; Японія — Хонсю, Кюсю, Сікоку; Корея; Тайвань; Бутан; Індія; Непал; Пакистан; Шрі Ланка; Індія — Андаманські і Нікобарські острови; М'янма; Таїланд; В'єтнам; Індонезія; Малайзія; Філіппіни. Кавказ: Вірменія; Азербайджан; Росія — Передкавказзя. Європа: Австрія; Швейцарія; Албанія; Болгарія; Хорватія; Греція [вкл. Крит]; Італія [вкл. Сардинія, Сицилія]; Румунія; Сербія; Словенія; Франція [вкл. Корсика]; Португалія [вкл. Азорські острови, Мадейра]; Іспанія [вкл. Балеарські острови, Канарські острови]; Тихоокеанський регіон: Маршаллові Острови; Мікронезія; Північні Маріанські острови; Віддалені Острови США. Натуралізований в деяких інших країнах. воліє сухі умови, але буде терпіти вологі ґрунти, населяє канави, пустирі, поля і т. д. 0-1500 м.

## Галерея

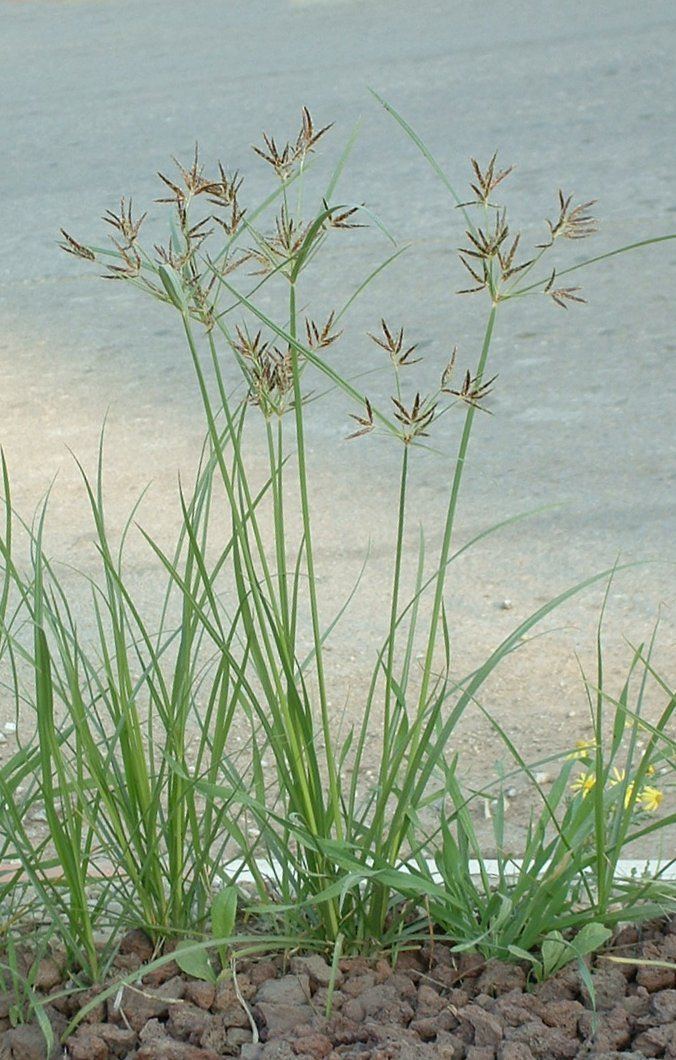
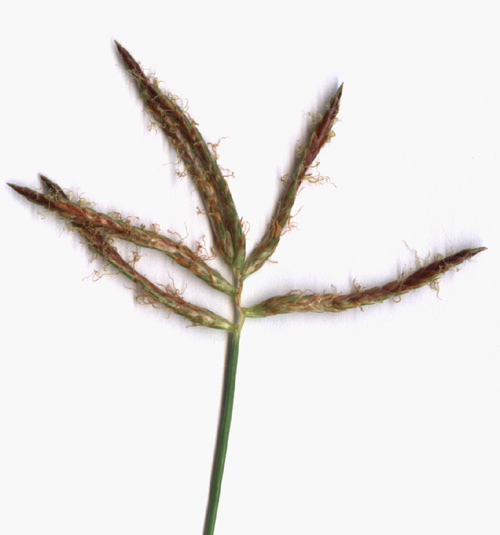
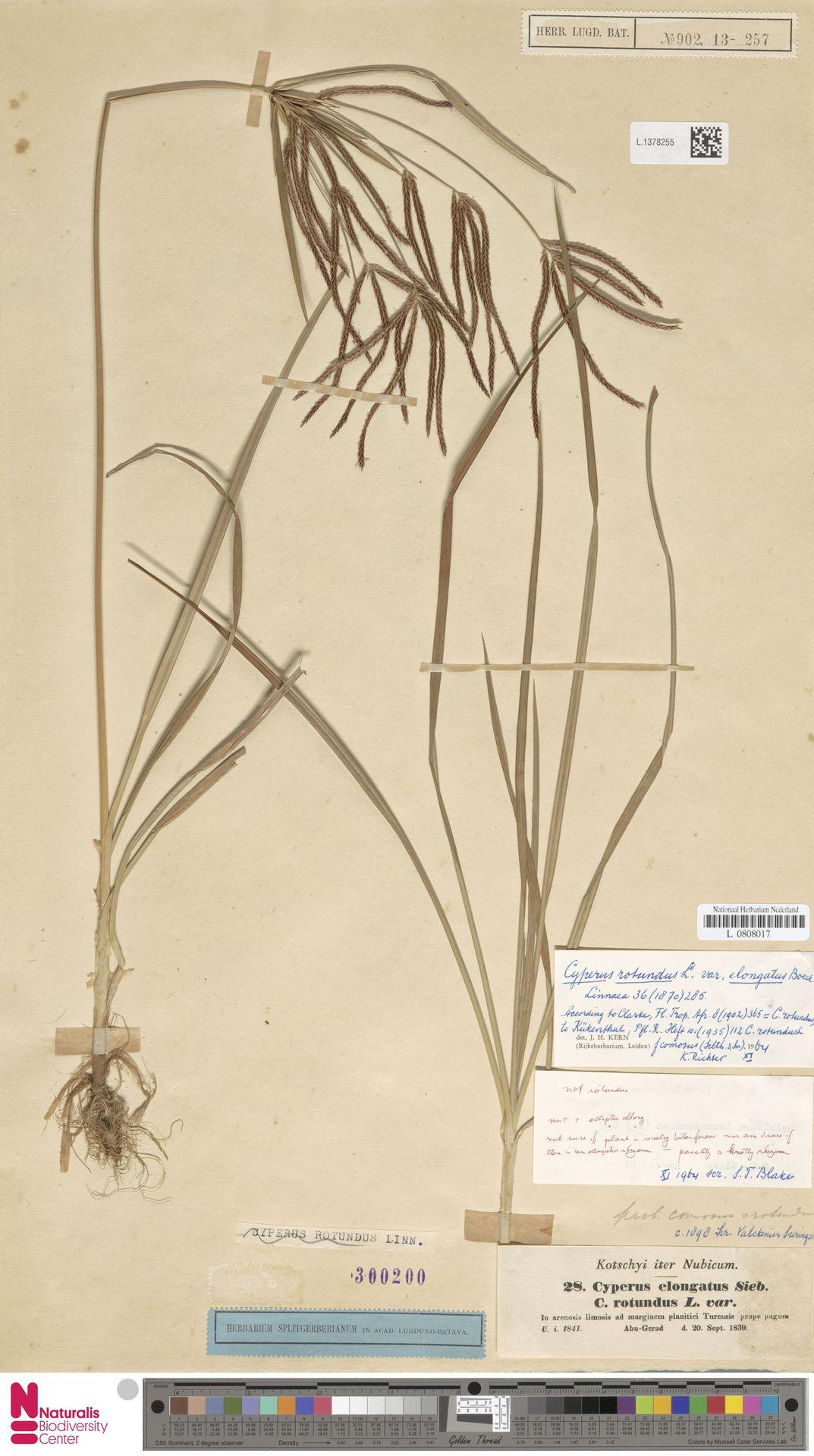